# 藤井論理
藤井 論理（ふじい ろんり）は日本の小説家、ライトノベル作家。北海道在住。

## 来歴
2016年、『クラウは食べることにした』で第22回スニーカー大賞特別賞を受賞し、デビュー。

## 作品リスト
- クラウは食べることにした[3]（2017年7月1日発売、角川スニーカー文庫、イラスト：たかやKi）ISBN 978-4-04-106028-5
- ラブノート 俺だけが知っているヒロインルートの攻略法[4]（2018年1月1日発売、角川スニーカー文庫、イラスト：富士フジノ）ISBN 978-4-04-106529-7
- はぐれ賢者の魔王討伐リスタート! 〜勇者の少女に惚れこまれたので現役復帰してみた〜[5]（2019年2月1日発売、角川スニーカー文庫、イラスト：葉山えいし）ISBN 978-4-04-107685-9
- 小戸森さんは魔法で僕をしもべにしたがる（2019年10月11日発売、ポルタ文庫、イラスト：くろでこ）ISBN 978-4775317709